# Rakovski
Rakovski (en búlgaro: Раковски) es una ciudad de Bulgaria en la provincia de Plovdiv.

## Geografía
Se encuentra a una altitud de 186 m s. n. m. a 162 km de la capital nacional, Sofía.

## Demografía
Según estimación 2012 contaba con una población de 16 284 habitantes.
|         | 2004   | 2005   | 2006   | 2007   | 2008   | 2009   | 2010   | 2011  |
| Mujeres | 8 135  | 8 070  | 8 052  | 8 002  | 7 979  | 7 936  | 7 821  | 7 737 |
| Varones | 7 671  | 7 565  | 7 474  | 7 430  | 7 379  | 7 329  | 7 231  | 7 362 |
| Total   | 15 806 | 15 635 | 15 526 | 15 432 | 1 5358 | 15 265 | 15 052 | 15099 |